# 龍翔道

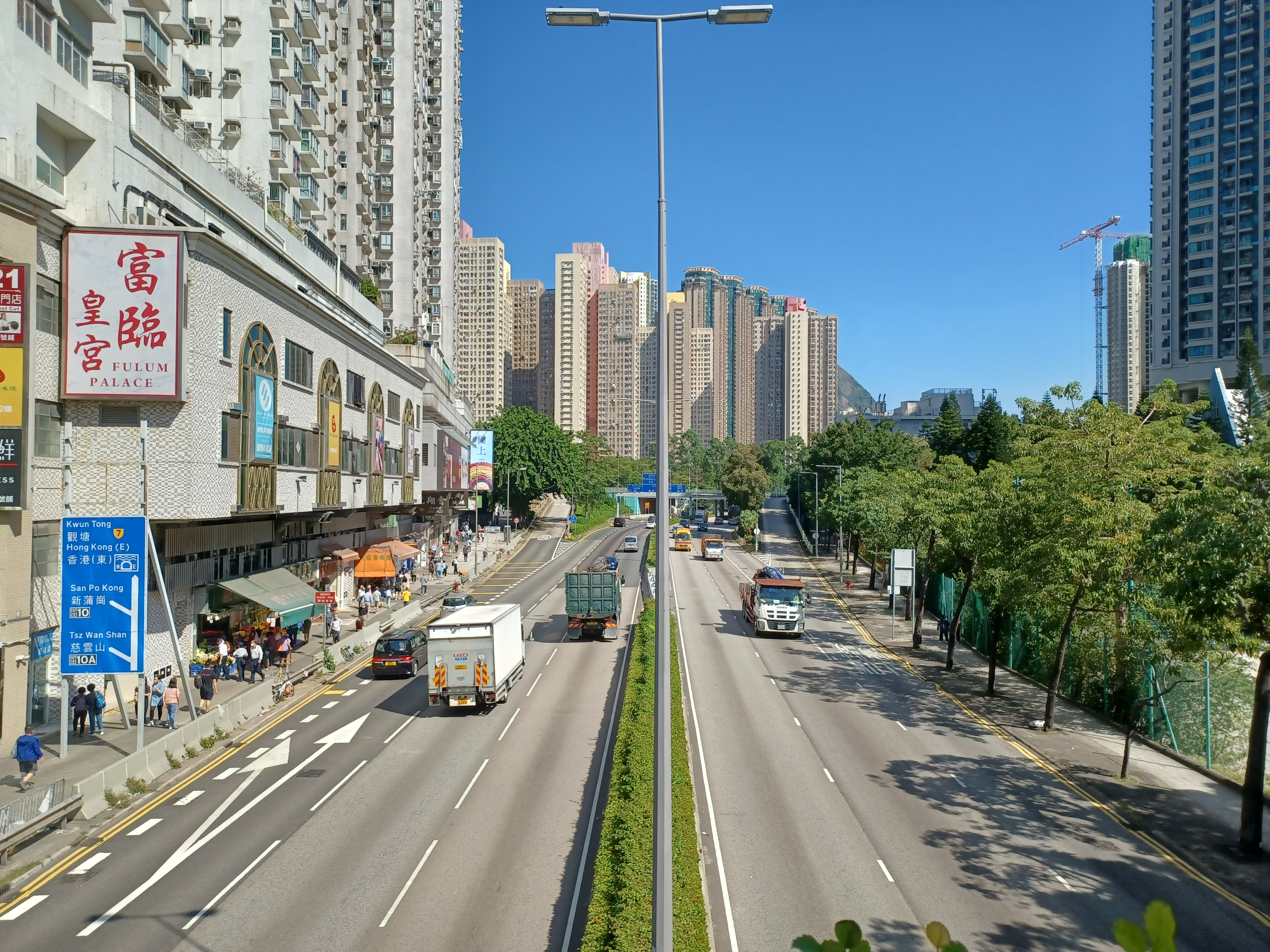
龍翔道近沙田坳道

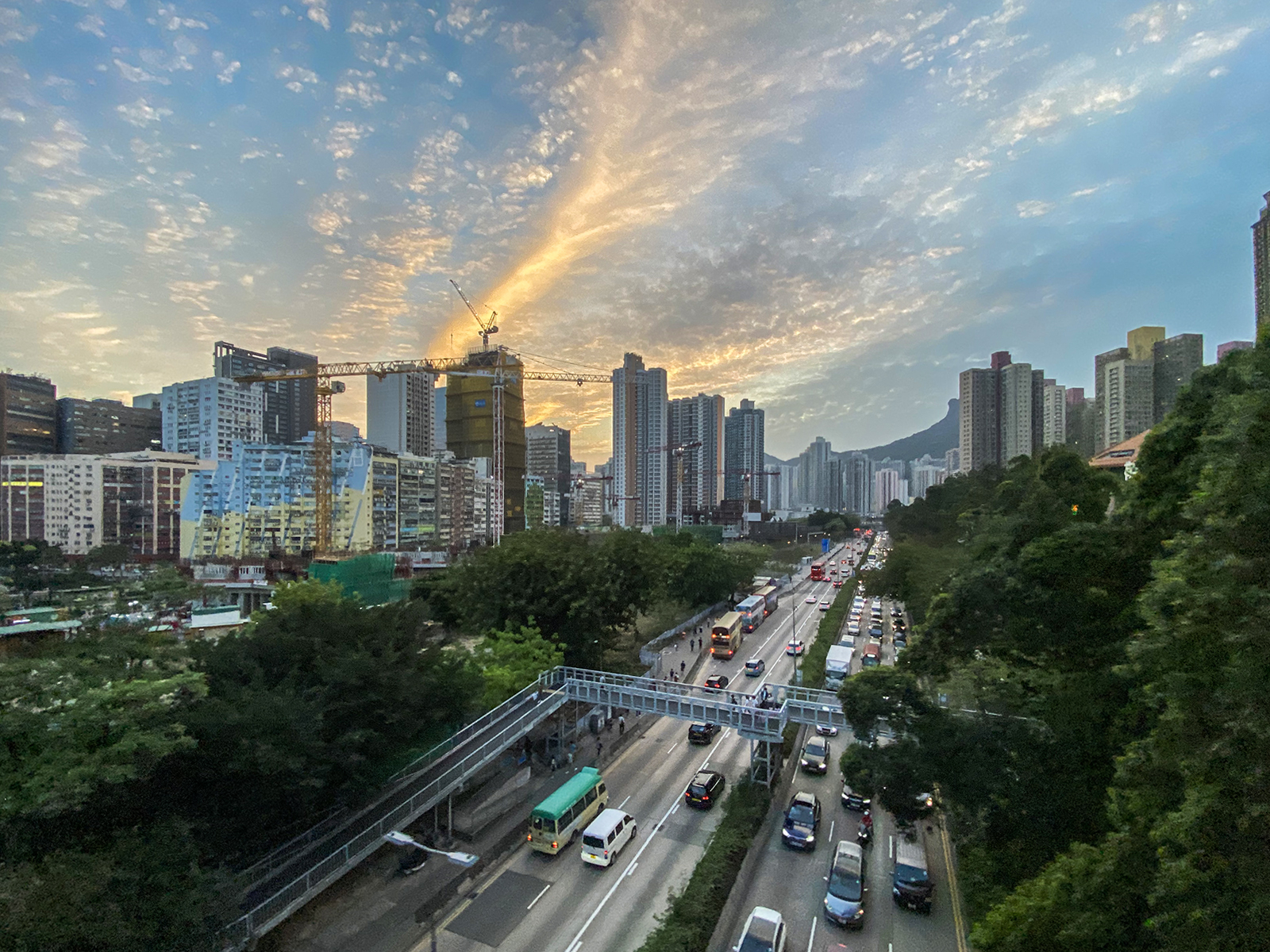
龍翔道近鑽石山

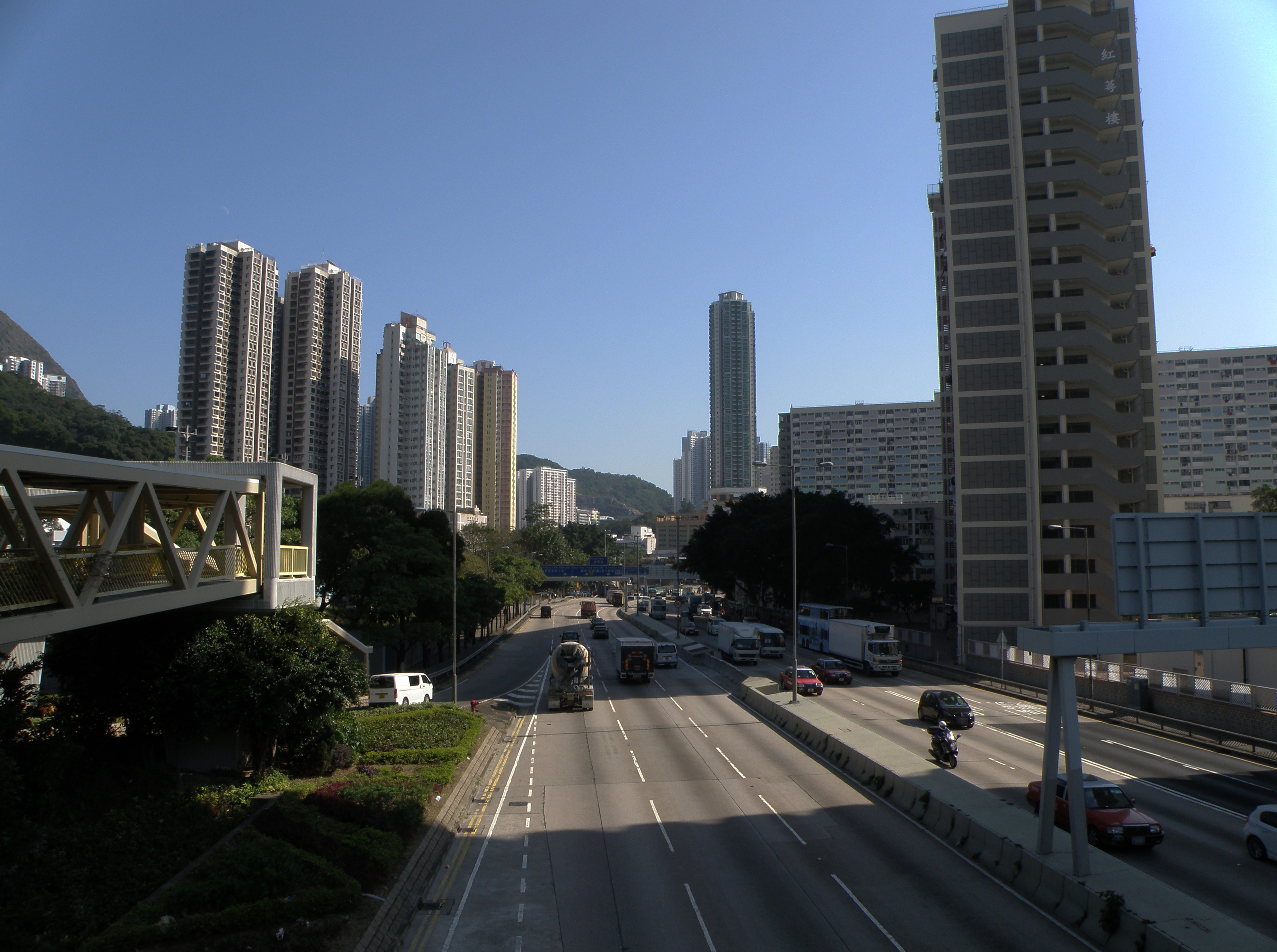
龍翔道近斧山道游泳池

龍翔道（英語：Lung Cheung Road）是香港7號幹線的一部份，位於九龍北部，由大窩坪附近的大埔道—龍翔道天橋開始，經過7個交匯處（包括與1號幹線獅子山隧道交匯），最後到達牛池灣及彩虹，經彩虹交匯處連接至觀塘道和清水灣道。龍翔道大部份為三線雙程分隔道路（大埔道交匯處天橋段、獅子山隧道公路天橋底段、牛池灣段及彩虹交匯處天橋並非三線）。龍翔道由石硤尾起點至大磡限速每小時70公里，由大磡至牛池灣終點限速50公里。
龍翔道與相連的呈祥道東行線至今仍然使用水泥鋪設，只有鑽石山啟翔苑至黃大仙竹園道一段鋪有瀝青，其路況惡劣令人詬病，被稱為「汽車避震器殺手」。路政署其後表示，計劃中九龍繞道通車後分階段封閉龍翔道，進行新物料重鋪工程，全線改鋪改性瀝青物料。其中2026年首季近龍翔道遊樂場的一段長約100米的路面將會率先開工作為試點。

## 歷史
1960年代港英政府為連接觀塘工業區及葵涌貨櫃碼頭，沿著九龍群山的山腰興建新路，繞過已發展的地區。大埔道交界以東的公路命名為龍翔道，觀塘道至彩虹邨一段，以及黃大仙沙田坳道起至大埔道一段於1961年通車，大埔道交界以西為1966年通車的呈祥道。
1973年9月30日，由牛池灣彩虹邨斧山道經鑽石山元嶺及大磡村至沙田坳道一段龍翔道通車。
1976年9月25日，政府部門因白蟻侵蝕為由，決定拆除橫跨龍翔道，連接馬仔坑四村及橫頭磡徙置區的木橋，居民眾聲反對亦一度封鎖道路數小時。9月30日凌晨事件升級，有百多名村民在木橋底以雜物堵路，與警方對峙，要求當局重建天橋。下午，當局在談判中同意在短期內重建臨時木橋，並在完工前加派警員維持交通安全。10月1日，警方機動部隊清場，24名居民被捕，事件擾攘一天後結束。新橋於11月13日啟用。事件其後被香港電台改編成單元電視劇集《獅子山下：橋》。
1994年路政署展開「龍翔道及呈祥道改善工程」，把原來雙線雙程的龍翔道擴闊至三線雙程，並且建造連接大埔道至龍翔道的行車天橋（2016年命名為龍悦道），及於南昌街及大埔道興建新的交匯處，以加大行車流量，工程於1998年完成。
龍翔道連接9條較主要的道路，包括南昌街、大窩坪交匯處、獅子山隧道、竹園道、馬仔坑道及鳳舞街交匯處、蒲崗村道交匯處、大老山隧道、斧山道交匯處、彩虹交匯處和清水灣道；而近筆架山一段西行設有觀景台，附設收費停車場（2008年10月前免費泊車），空氣較佳的時候可遠眺九龍半島及維多利亞港的夜景。

## 出口位置

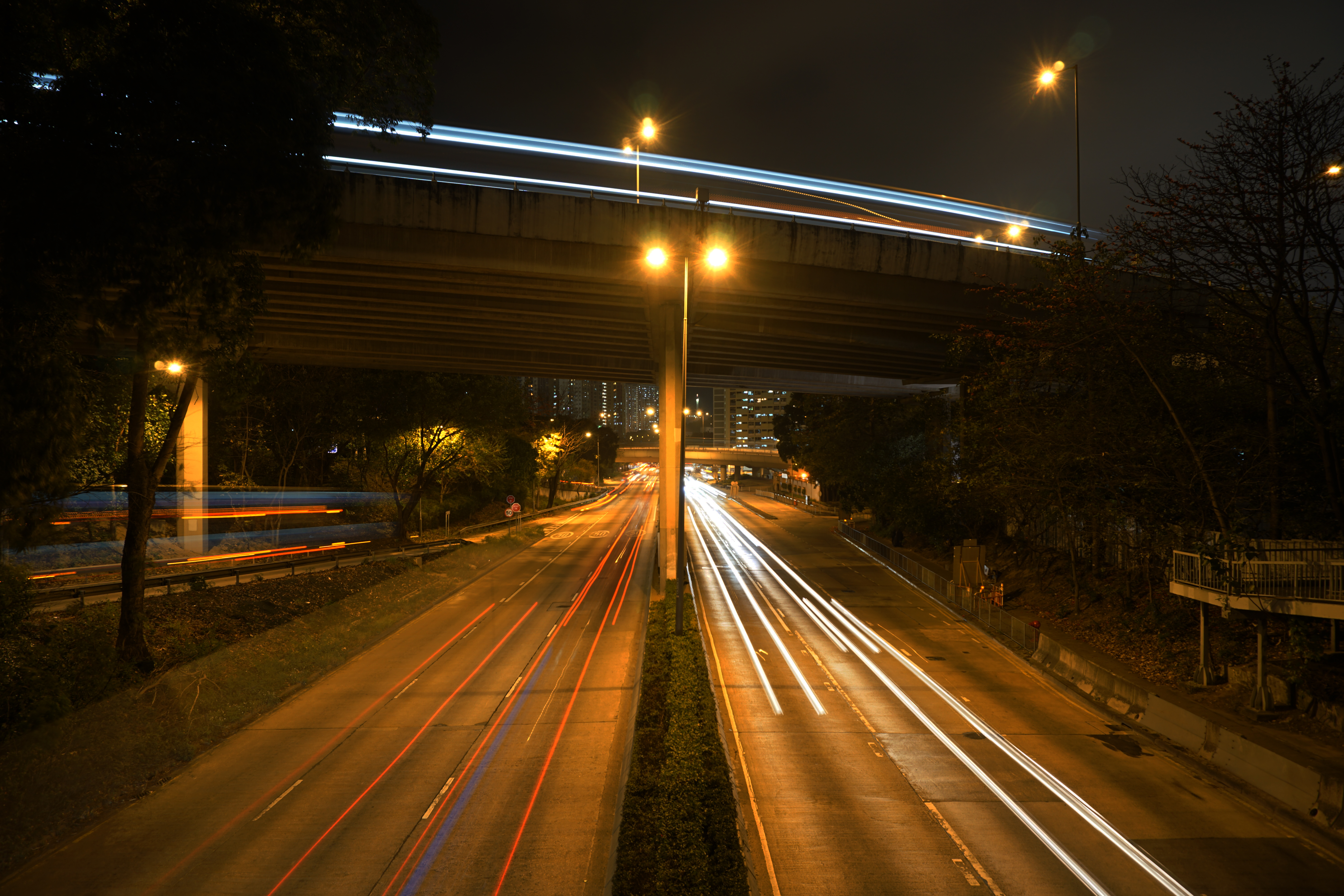
龍翔道近觀塘繞道
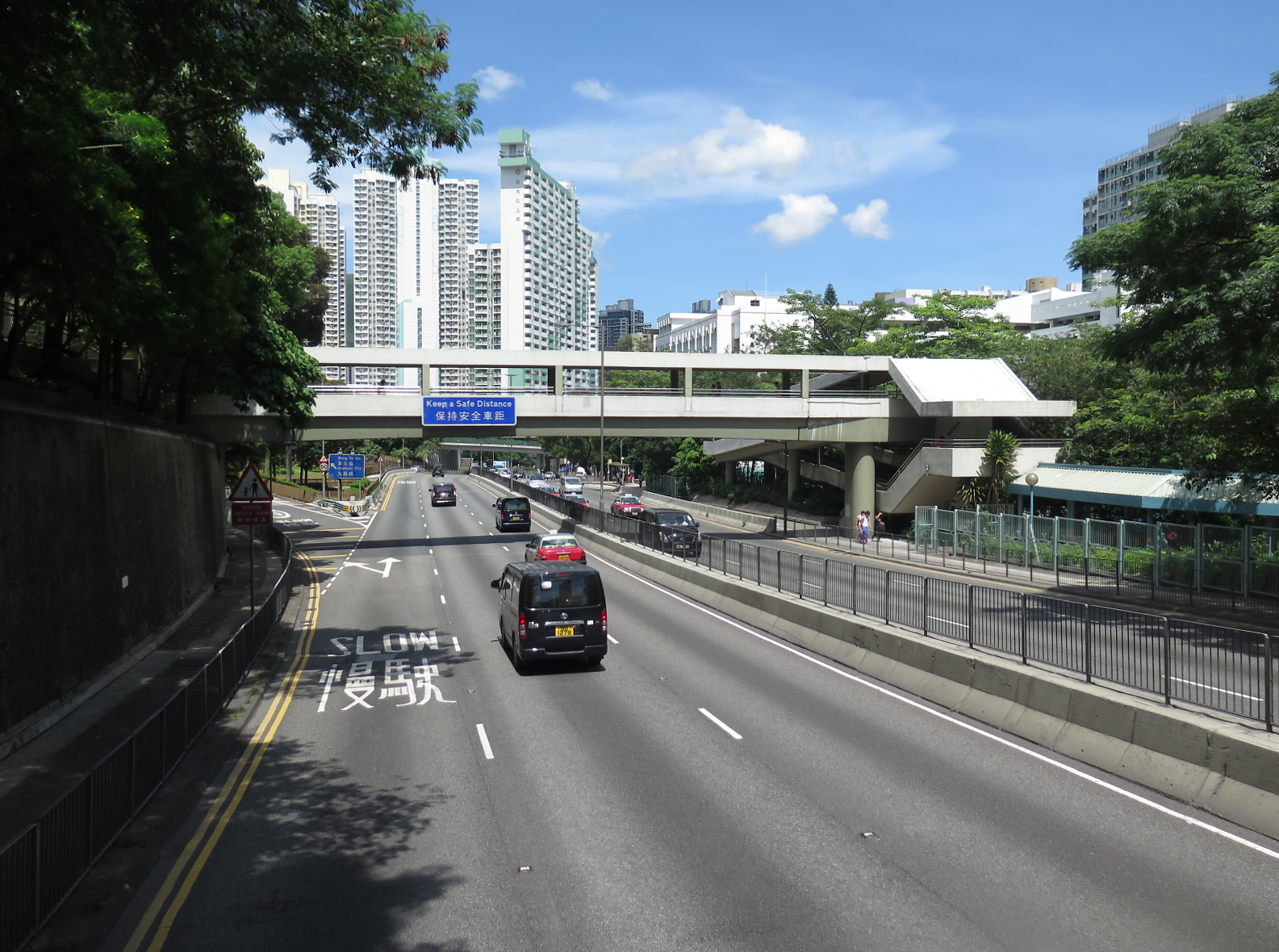
龍翔道近橫頭磡
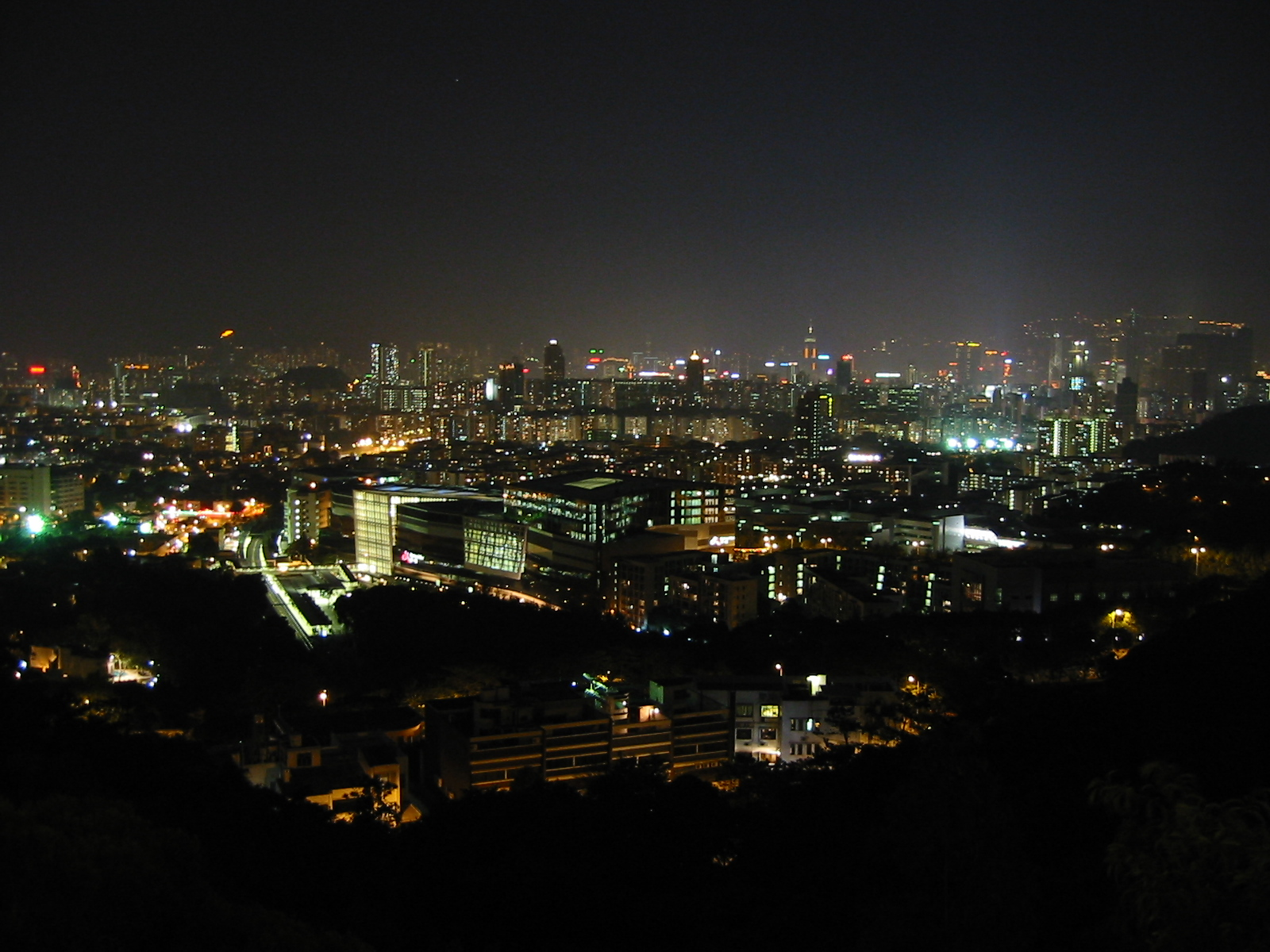
從龍翔道觀景台遠眺的夜景
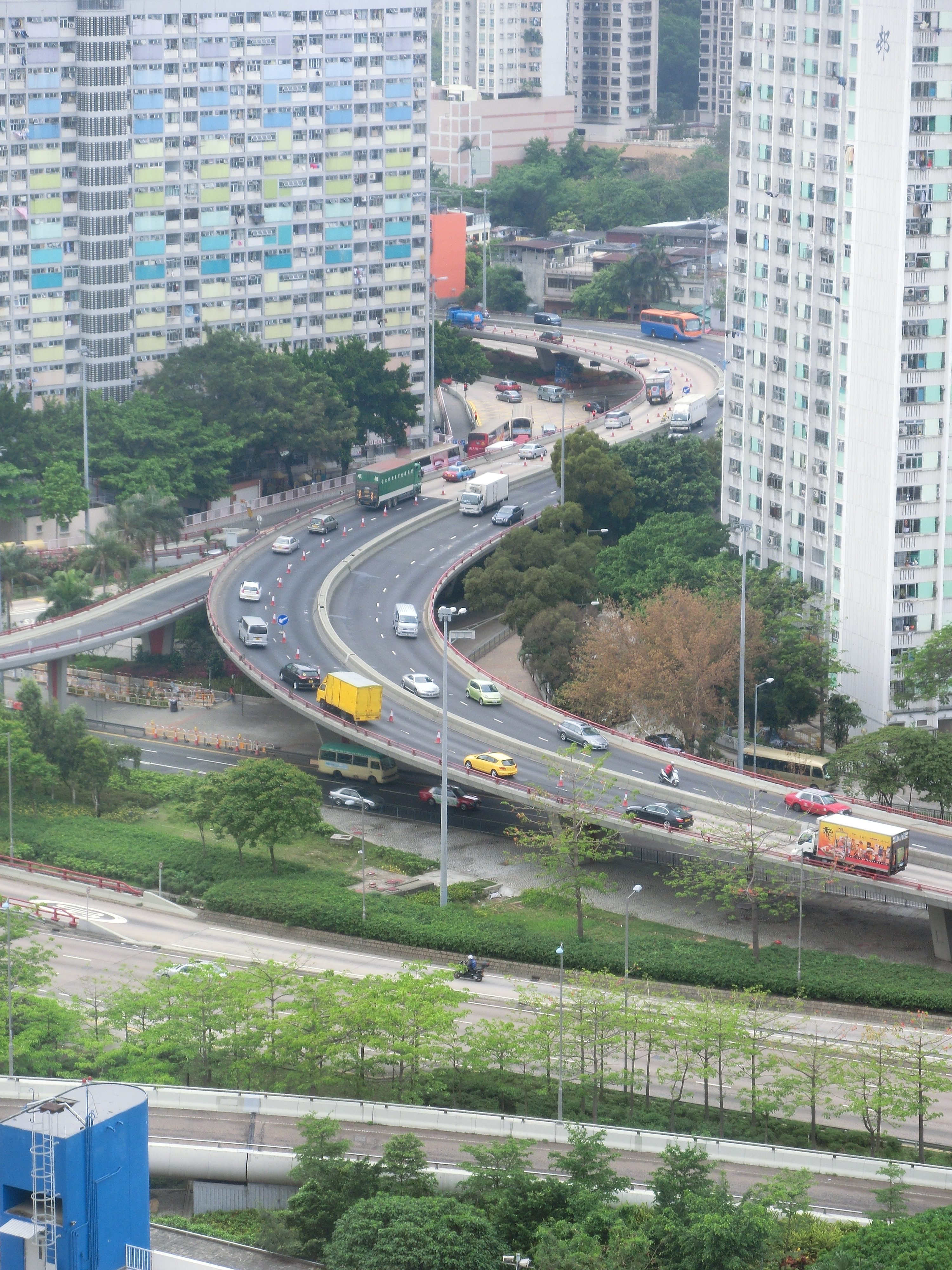
龍翔道於觀塘道的終點
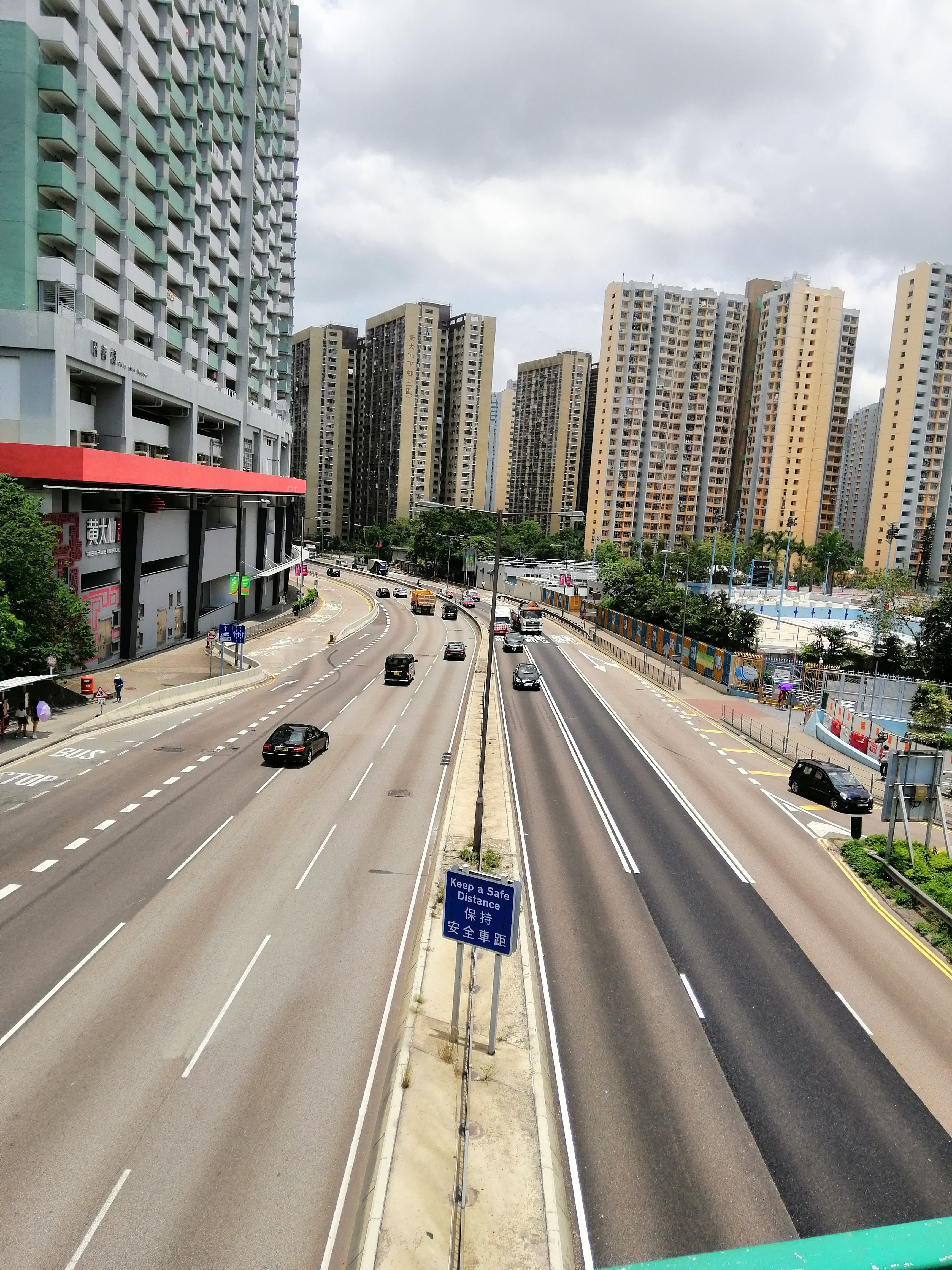
鳳舞街旁天橋望向龍翔道

| 龍翔道                                | 龍翔道     | 龍翔道                                                |
| ------------------------------------- | ---------- | ----------------------------------------------------- |
| 東行（將軍澳方向）                    | 出口編號   | 西行（葵涌方向）                                      |
| 連接彩虹交匯處                        |            |                                                       |
| 龍翔道終點                            |            | 龍翔道起點                                            |
|                                       | 無出口編號 | 不適用                                                |
| 西貢，彩虹邨 彩虹交匯處               | 8          | 不適用                                                |
| 大磡、鑽石山、沙田 大磡道、大老山隧道 | 9          | 新蒲崗、大磡、慈雲山、鑽石山、沙田 彩虹道、大老山隧道 |
| 新蒲崗、大磡 蒲崗村道                 | 10         | 新蒲崗、大磡、慈雲山、竹園 蒲崗村道                   |
| 慈雲山 蒲崗村道                       | 10A        | 不適用                                                |
| 不適用                                | 10B        | 正德街                                                |
| 竹園、馬仔坑、九龍城                  | 11         | 橫頭磡、九龍城、樂富 凰舞街、富美街                   |
| 不適用                                | 11A        | 橫頭磡、九龍塘、九龍城 龍涎道、竹園道、聯合道         |
| 沙田 獅子山隧道                       | 12         | 沙田 獅子山隧道                                       |
| 水務署機電工場、豐力樓 龍欣道         | 13         | 龍翔道觀景台 龍駒道                                   |
| 不適用                                | 13A        | 深水埗、沙田 龍悅道                                   |
| 龍翔道觀景台 龍駒道                   | 13B        | 石硤尾、深水埗 南昌街                                 |
| 石硤尾、九龍塘、深水埗、旺角 大埔道   | 13C        | 不適用                                                |
| 龍翔道起點                            |            | 龍翔道終點                                            |
| 連接呈祥道                            |            |                                                       |

- 龍翔道近觀塘繞道
- 龍翔道近橫頭磡
- 從龍翔道觀景台遠眺的夜景
- 龍翔道於觀塘道的終點
- 鳳舞街旁天橋望向龍翔道

## 龍翔道以北的發展
2016年政府為增加私人住宅供應，將獅子山隧道入口旁邊「綠化地帶」改劃作私人住宅用途，料可提供約680個單位，並陸續將豐力樓以西部分地段改劃為私人住宅用途。2018年1月16日九龍倉以124.5億奪得龍翔道以北，位於龍駒道的住宅地，每方呎樓面地價2.85萬元，打破九龍豪宅地皮歷來紀錄。
而前身为临时房屋区的九龍筆架山龍翔道住宅地皮，由嘉里建設（00683）以23.898億元擊敗另外19個財團奪得，用地的批租期為50年，以可建樓面面積約11.64萬方呎計算，平均每呎樓面地價約20534元，大幅高於市場預期約58%。嘉里管理層認為地皮造價合理，鑑於香港現時高級住宅物業供應有限，對優質市區地段的物業項目需求殷切，集團對今次筆架山的發展項目抱有極大信心。